# Cayratia menglaensis
Cayratia menglaensis är en vinväxtart som beskrevs av Chao Luang Li. Cayratia menglaensis ingår i släktet Cayratia och familjen vinväxter. Inga underarter finns listade i Catalogue of Life.